# スカウト教育法

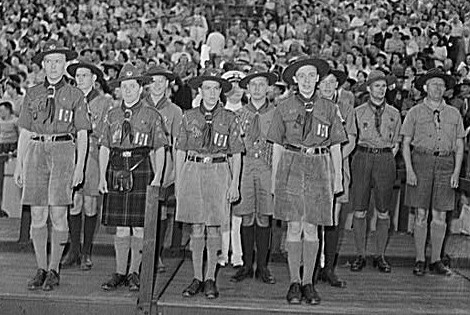
デトロイトのイギリス人スカウト（1942年）

スカウト教育法（スカウトきょういくほう）はスカウト運動で用いられるインフォーマル教育法。参加者を独立した有用かつ健康な市民として育成することを目的としている 。
スカウト教育法はスカウトたちが自分自身で問題解決法を学習できるような課題をもたらす野外における楽しいゲームを用いる 。訓練と指導者の手本を通じて、スカウトたちは独立心、リーダーシップ、自らの手で学習する意欲と道徳を学ぶ。スカウト運動の創始者ロバート・ベーデン＝パウエルによれば、スカウト教育法はスカウトたちの自然的衝動に従うものであるゆえに自然的に、かつ「教育である」ことを認識するものでないゆえに無意識的に作用する。
実践的なオリエンテーションは実践的学習方法を提供し、スカウトが自信を構築することを助ける。活動とゲームは楽しみながら技能を向上させる方法となりまた自然や環境との接点をもたらす。スカウトたちは共同性を構築するための小グループでともに学習する。責任感、独立心、自信を涵養しつつ、スカウトたちは最終的に協働性とリーダーシップを学ぶ。様々な活動からなる魅力的なプログラムはスカウトたちの地平を広げ、さらに大きなグループとの結びつける。

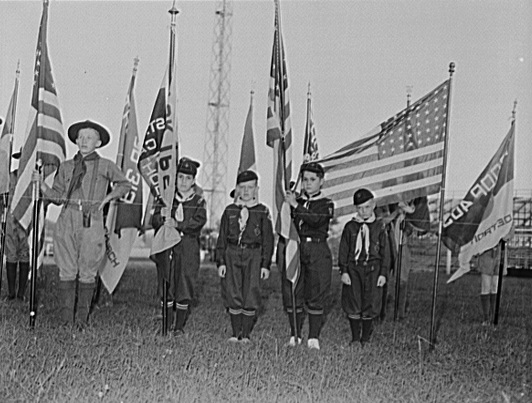
アメリカのスカウトたち（1942年）

## 8つの要素
世界スカウト機構(WOSM)はスカウト教育法の定義を時代に応じて改定してきた。1980年代にはスカウトのちかいとおきて、なすことによって学ぶ、班制教育、進歩的かつ魅力的プログラムという4つの要素から構成されていた。2017年に変更が加えられ、WOSMはスカウト教育を8つの要素に分けている。

### 「ちかい」と「おきて」
スカウトのおきては各スカウトが生活する上での指針となる個人的規範である。 これは過失を禁止する性質のものや禁止事項のリストではなく、スカウトに何が求められ何を良しとするかについて言及されている 。スカウトのちかいはスカウト教育の勘所である。ちかいによって、スカウトはおきてに従うことに最善をつくすよう取り組む。主要な原則は以下の通り:

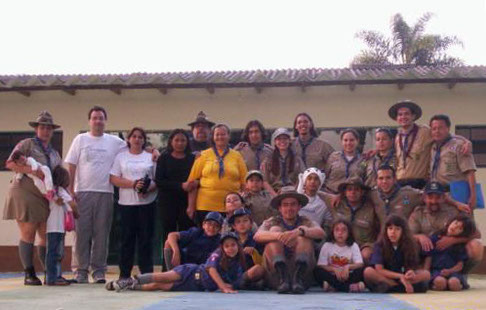
ブラジルのスカウト（2007年）

- 神へのつとめ
- 他者へのつとめ
- 自己へのつとめ

#### 信仰
スカウトは精神的でなければならず、スカウティングはすべての宗教に開かれている。スカウティングは宗教を実践的方法で取り扱う。すなわち、自然の学習（自然の中に神を見つける）と他者を助けることである。ベーデン=パウエルによれば、これはすべての宗教の一部となるものである。スカウティングは人命救助技能の教育を通じて、また善行を奨励することをもって精神面の開発を行う。ただし、宗教的実践はスカウトがちかいとおきてに従う限りにおいて義務ではないとする向きもある。

#### 善行
善行はちかいとおきての重要な要素である。ベーデン=パウエルは善行こそ神の求めるものであり、他者へのつとめを果たすことが人を幸福にし、それこそが自らへのつとめなのであると考えていた。常にスカウトに「自分に誰を助けることができるのか」に注意を払わせることを教えることが肝要とされる:36, 64, 65。

### 行うことによって学ぶ
スカウトのゲームは実践的行動に満ちている。それらは参加者の興味を保ち、スカウトたちに理論がどのように働くかということの実戦的経験を与える。ベーデン=パウエルは実践的課題と独立した学習に重点をおいていたが、彼は指導者や本による指導の必要を度外視したわけではない。「なすことによって学ぶ」というフレーズは現在でもスカウティングにおいて用いられている。

### 班制教育（小グループ活動）

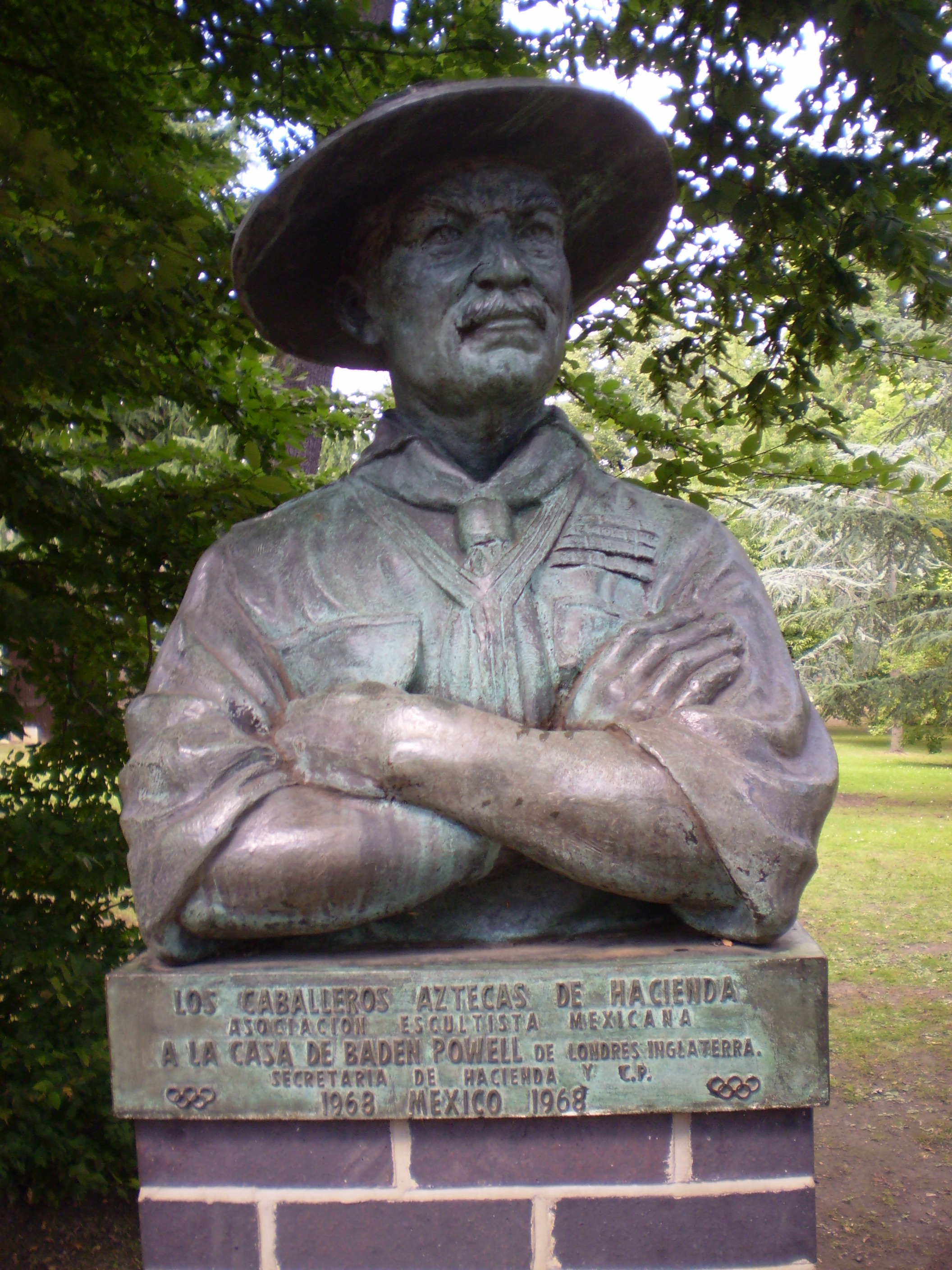
ベーデン＝パウエル

The Patrol System is the one essential feature in which Scout training differs from that of all other organizations, and where the System is properly applied, it is absolutely bound to bring success. It cannot help itself! The formation of the boys into Patrols of from six to eight and training them as separate units each under its own responsible leader is the key to a good Troop.—Robert Baden-Powell

#### 班制度（パトロール）
スカウトたちは、それが少年たちが協働するうえで自然的な形態であるがゆえに、5から7人の小グループに組織される:18。 これらの班は隊よりも重要である。班は、野営、料理、サバイバルなど何をするにしてもどのような状況下でも損なわれてはならないものである:49。 班の中で、スカウトたちは他者との協働を学び、班長は他者への責任を学ぶ。これらはそのことのために彼らの個人的興味の一部を放棄させる:24。スカウトはグループの中で自らの自己同一性を持ち、個人として学習する:21, 15。班は文字通り個人のための学校としての機能を果たす:24。 

### 象徴的枠組み

#### 想像力
スカウティングは、辺境の住人や開拓者、船員、飛行士のような冒険の創造的世界に住み、そのふりをすることを好むスカウトの想像力を働かせる:21。スカウトは個人的質を彼の英雄と同一視する。彼の素人と役者としての経験描きながら、ベーデン=パウエルは雄々しい言葉とエール、歌、独特の慣習を用いてスカウティングを劇場的かつ方ぐるしくない環境として構築した。 共通の制服はこの劇場の一部である。

#### 儀式
スカウティングは多くの儀式を持つ。それらは短く簡便でスカウトにとって魅力的なものとして設計されている一方で、象徴主義が底流している。例えば、カブスカウトの開会セレモニーで使われる"We DOB, DOB, DOB"のエールがある。これはカブスカウトにとってはおもしろいエールであり、同時に"we Do Our Best"の略語である。

### 進歩制度（個人の成長）

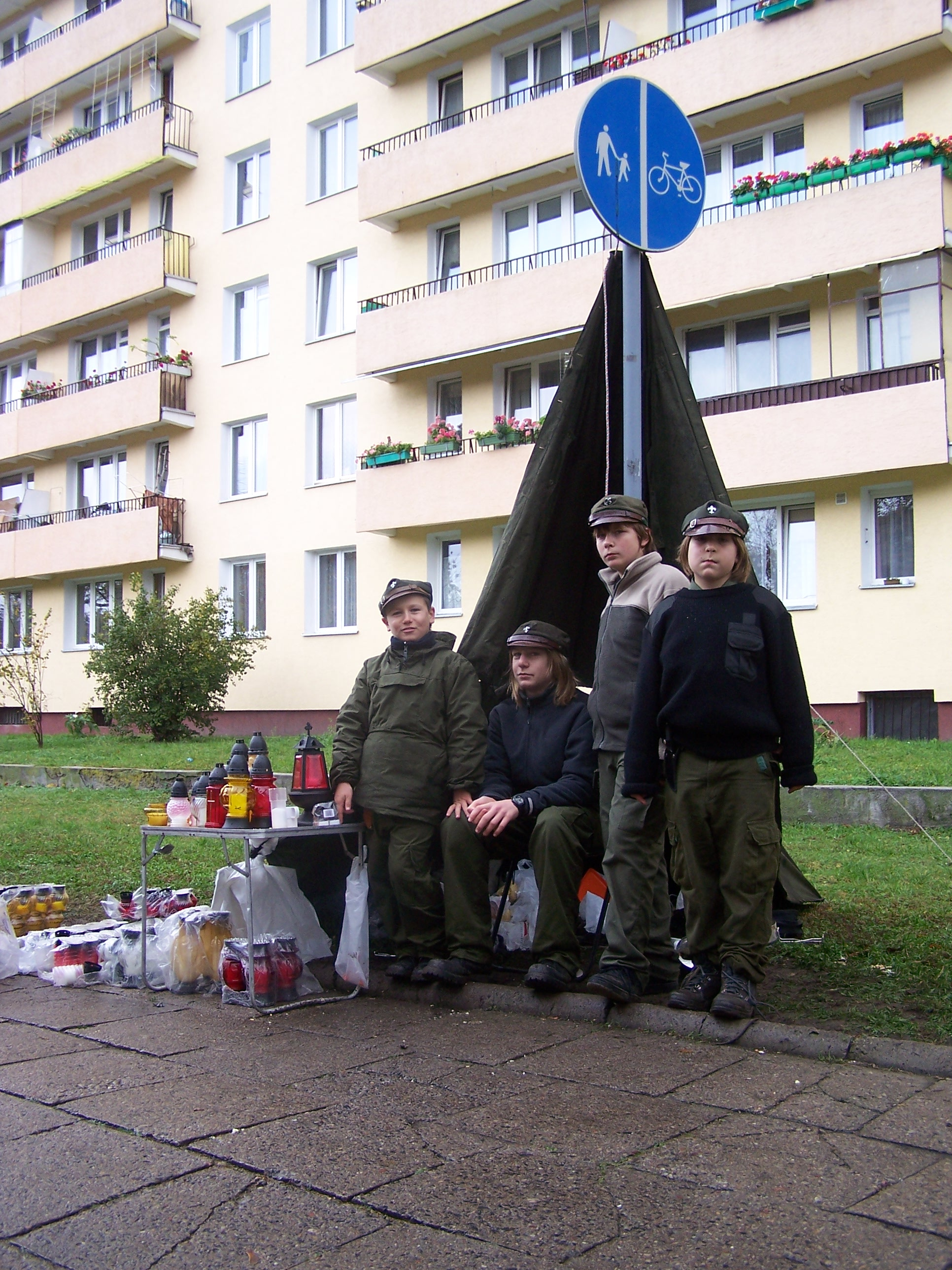
ポーランドのスカウト（2006年）

#### 自立
ベーデン=パウエルは、そのことが子供たちの成長と成熟に役立つと考えたため、スカウトに自分で決定を下すことを学ばせたかった。ベーデン=パウエルはスカウトは自分のカヌーを自分で漕がなければならないと比喩的に書いている。彼は他人の漕ぐ漕艇に乗って旅するべきではなく、一人でカヌーに乗って彼自身でパドリングと操舵を行わなければならない 。スカウティングはスカウトを隣人の助けのない何か危険な環境に置くことを通じて自立を教える。 そのためのプログラムは、大人の魅力的なアウトドア生活に基盤を置く。 "A man's job cut down to boy's size."":32, 15

#### 自己学習
スカウティングの学習はスカウトに自らの手で学ぶ意欲を与えなければならず、それは指導者から指導を受けることよりも有用である。これはスカウトがスカウティング・フォア・ボーイズの内容などから個人的に惹きつけられた活動を行うことなどによってなされる。:16, 60

#### バッジシステム
「個人の成長」はふたつの補完的な要素からなる。
- 能力バッジ(メリットバッジ）はスカウトが仕事や趣味とし得る、スカウティングと関連するとは限らない多くの異なった種類の活動細目を学ぶことを奨励することを目的としている。
- 進級システム
  - 進級バッジはスカウトが必要とされる技能を学んだ段階を示す。重要な最終テストとして自力での冒険旅行が課せられる。
  - 個人の進歩システムは世界スカウト機構によってクラスバッジ(Class badges)の代替として導入された。このプログラムは若者が年齢集団に応じた教育目標に達するために連続的な段階構造を持つ。このシステムは肉体的、知的、感情的、社会的、精神的、人格的発達に重きを置く[6]。

#### 非競争
スカウトは競争や他者より優位であるために学ぶのではなく学ぶ対照が好きであるという理由から学ぶべきであるため、スカウティングにおける教育は非競争的である:28。

### 自然の中での活動

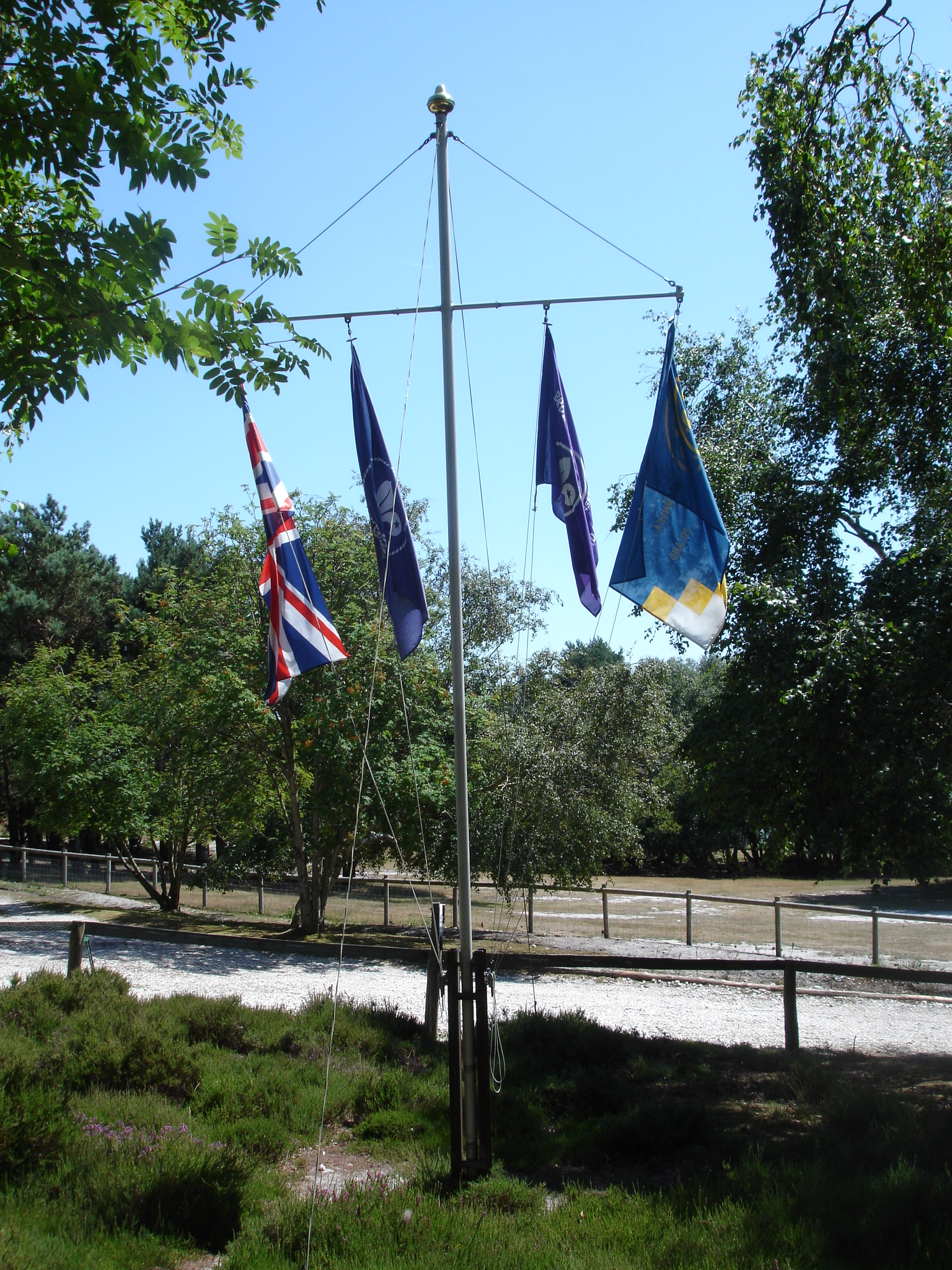
ブラウンシー島

### 成人の支援

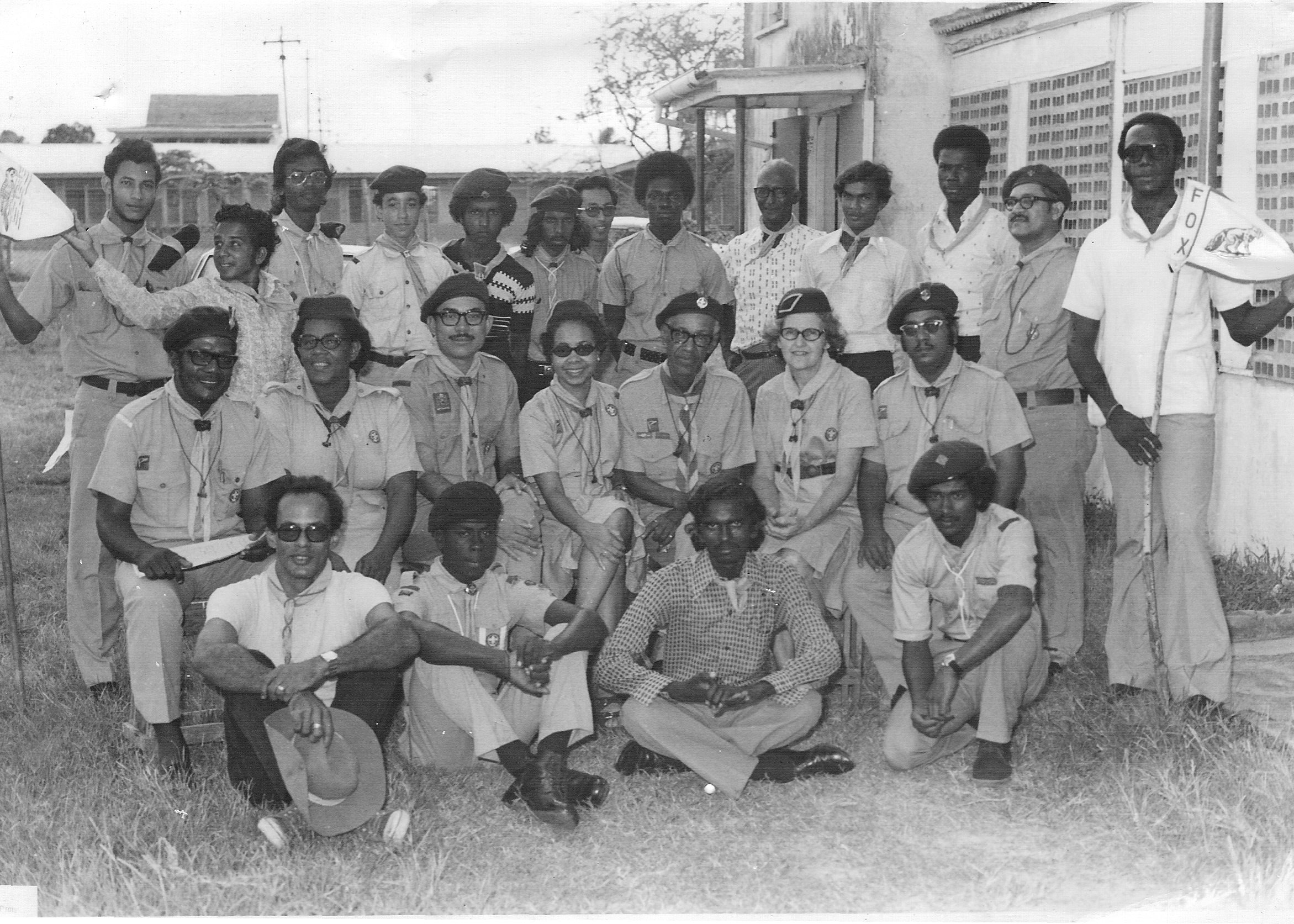
ガイアナのスカウトリーダー達（1971年）

#### 指導者
成人指導者はスカウト教育の重要な部分である。スカウトは指導者が年長であり、知識を持ち、「指導者」という地位にあるということに感銘を受ける。もし指導者が人気ならば、そのリーダーシップが魅力的なゴールを示し、スカウトは指導者の手本に従うであろう。少年たちは、彼が何を行ったかではなく彼が何をなしたかを見ている:4, 38。

### 社会との協同
社会すなわちより広い世界に積極的に目を向け関わる。また人と人とが理解を深め、互いに感謝の気持ちを持つよう導く。

## ガールガイドにおける差異

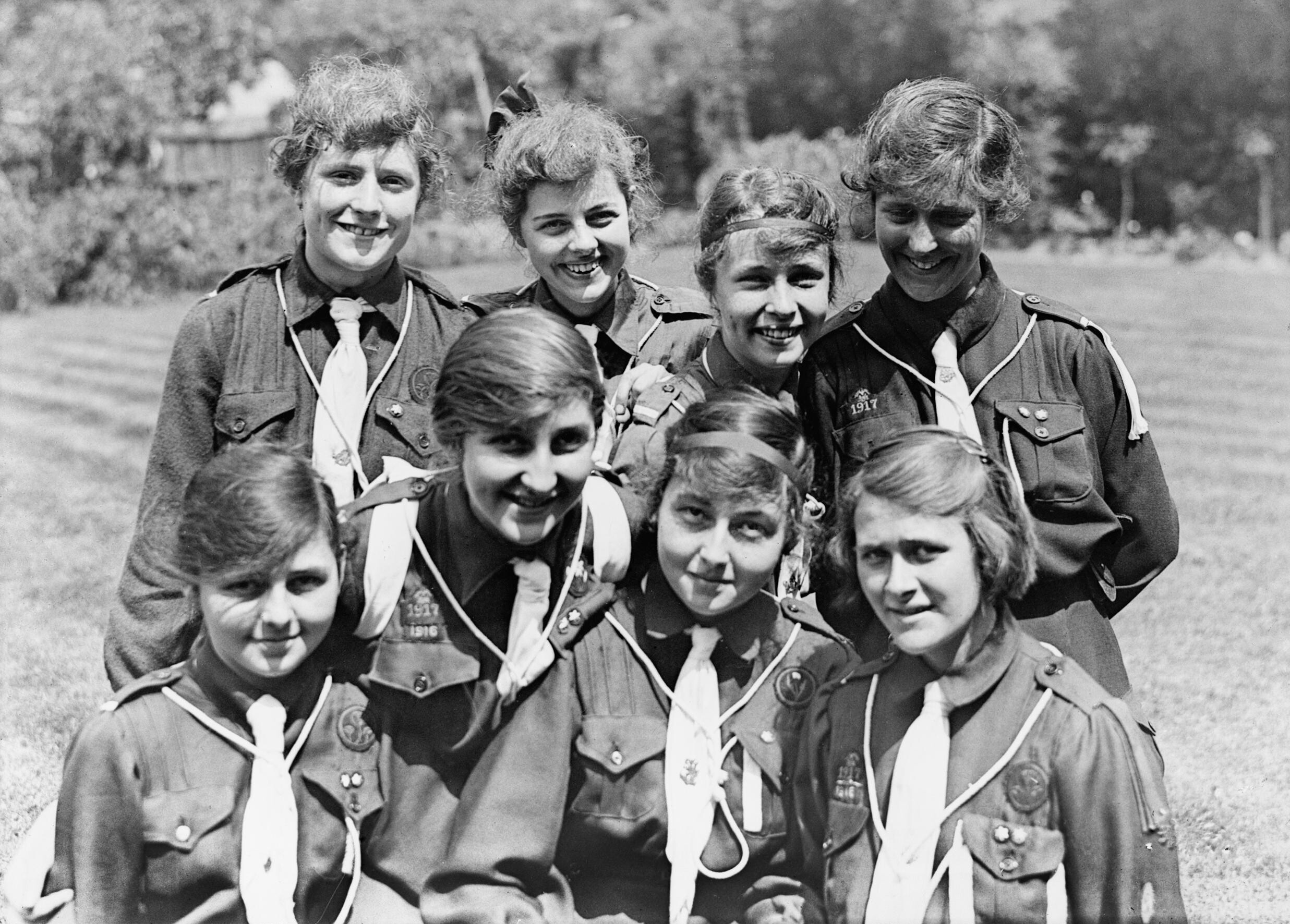
ガールガイド（1918年）

### 地域への奉仕
地域への奉仕は世界スカウト機構（WOSM）とガールガイド・ガールスカウト世界連盟（WAGGGS）のプログラムの主要な要素であり、WAGGGSはスカウト教育のもう一つの要素として地域への奉仕を追加している。